# 西區 (名古屋市)
西區（日语：／ Nishi ku */?）為位於日本愛知縣名古屋市西北部的區，轄區包括名古屋城及名古屋車站之以北區域，並跨越庄內川至山田地區，北與清須市、北名古屋市接鄰，西南以鐵路東海道本線為界與中村區相鄰。

## 歷史
在區內的貝田町地區和中沼町曾分別發現屬於彌生時代的西志賀遺跡和朝日遺跡。
在令制國時代時本地屬於尾張國春日井郡和愛知郡，17世紀進入江戶時代後，大部分區域都成為尾張藩的領地，少部分區域屬於尾張藩御附家老竹腰氏今尾藩的領地。
19世紀末明治維新實施廢藩置縣後，原屬各藩的區域分別改隸屬名古屋縣和今尾縣，在1872年的第一次府縣整併後全部區域隸屬新整併的名古屋縣，而名古屋縣在四個月後更名為愛知縣。
1878年名古屋城下的區域設立為名古屋區，名古屋區在1889年成為名古屋市，而現在的西區僅有南部的區域在當時屬於名古屋市，而其餘地區則分屬那古野村、枇杷島町、金城村、內村、大野木村、比良村、上小田井村、中小田井村、平田村八個行政區劃。
那古野村在1898年先被併入名古屋市，名古屋市在1908年開始設立區級行政區劃，最初的四個區包括中區、東區、西區、南區，當時的西區僅包括名古屋城西側的區域，但最南至廣小路通；1921年及1937年先後被併入名古屋市的枇杷島町、金城村、內町也被劃入西區，使得西區的範圍自名古屋西側往北延伸至庄內川南岸。
1937年及1944年名古屋市先後將東海道本線以西區域，以及原屬舊金城村東側的區域劃出，歸入新設立的中村區及北區，而名古屋城以南的區域則歸入新設立的榮區，但榮區在隔年即被併至中區，名古屋城以南至廣小路通之間的區域此後也都改隸屬中區。
位於庄內川北側的大野木村、比良村、上小田井村、中小田井村、平田村則是先在1906年被整併為山田村，後於1955年也被併入名古屋市，並被劃入西區。

## 交通

### 鐵路
- 東海旅客鐵道
  - 東海道本線：（←名古屋市中村區）- （通過轄內但未設有車站） - （清須市→）
  - 東海道新幹線：（←名古屋市中村區）- （通過轄內但未設有車站） - （清須市→）
- 名古屋鐵道
  - 名古屋本線：（←名古屋市中村區）- 榮生車站 - 東枇杷島車站 - （清須市→）
  - 犬山線：（清須市）- 中小田井車站 - 上小田井車站 - （北名古屋市→）
- 名古屋市營地下鐵
  - 鶴舞線：上小田井車站 - 庄內綠地公園車站 - 庄內通車站 - 淨心車站 - 淺間町車站 - （名古屋市中區）
- 东海交通事业
  - 城北线：（春日井市） - 比良車站 - 小田井車站 - （清須市）

## 外部連結
- （日語） 名古屋市西区役所的X（前Twitter）
- （日語） 名古屋市西区的Instagram帳戶